# إريك سفينسون (منافس ألعاب قوى)
إريك سفينسون (بالسويدية: Erik ”Spänst” Svensson) هو منافس ألعاب قوى سويدي، ولد في 10 سبتمبر 1903 في يونشوبينغ في السويد، وتوفي في 22 سبتمبر 1986 في فالكنبرغ في السويد.

## وصلات خارجية
- إريك سفينسون على موقع اللجنة الأولمبية الدولية (الإنجليزية)
- إريك سفينسون على موقع أوليمبيديا (الإنجليزية)
- إريك سفينسون على موقع اللجنة الأولمبية السويدية (السويدية)